# Malachim

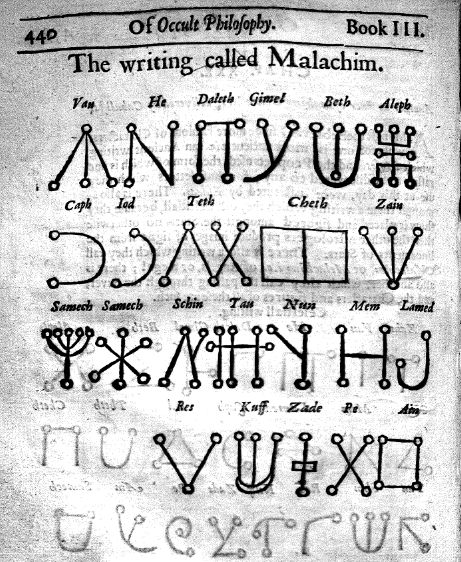
El alfabeto Malachim Script, de la obra de Agrippa 'Of Occult Philosophy' edición inglesa 1651.

Malachim es un alfabeto esotérico publicado por Heinrich Cornelius Agrippa en el siglo XVI. Otros alfabetos con origen similar son el  Alfabeto Celestial y el Transitus Fluvii.
"Malachim" es la forma plural del vocablo hebreo (מלאך, mal'ach), y significa "ángeles" o "mensajeros", vea Malakh.

## Historia
El alfabeto Malachim fue derivado de los alfabetos hebreo y griego. Fue creado por Heinrich Cornelius Agrippa en el siglo XVI y aun lo usan en ciertas oportunidades los masones. Esta versión es de la obra de Agrippa denominada como De occulta philosophia libri tres edición 1651.

## Alfabeto
|              |           |             |        |               |                   |            |                   |
| Aleph        | Beth      | Gimel       | Daleth | He            | Vau               | Zain       | Cheth             |
|              |           |             |        |               |                   |            |                   |
| Teth o Theth | Iod o Yod | Caph o Kaph | Lamed  | Mem           | Nun               | Tau        | Shin, Shim o Shom |
|              |           |             |        |               |                   |            |                   |
| Samech       | Samech    | Ain o Ayn   | Pe     | Tzaddi o Zade | Kuff, Qoph o Quph | Res o Resh |                   |

- Wikimedia Commons alberga una categoría multimedia sobre Malachim.